# 惹鬼回路
《惹鬼回路》（Kairo）是一部2001年由黑澤清导演的日本科技恐怖片。该片在2001年坎城影展“一種注目”单元放映。电影获得了好评并拥有一批狂热的追随者。2006年，英语翻拍版《猛鬼寬頻》上映，并衍生了两部续集。黑澤清本人也将剧本改编成了同名小说。

## 剧情
影片的剧情围绕着鬼魂通过互联网侵入人类世界展开，包含两条最终汇合的平行情节线。第一条情节线中，工藤ミチ刚搬到東京都并开始在一家销售植物的商店工作。她的同事包括佐々木順子、矢部俊夫和田口，田口在为商店制作電腦碟盤时失踪了几天。ミチ去田口的公寓寻找他，发现他精神恍惚；在ミチ寻找碟盤时，她注意到田口的公寓异常安静。当她转身与田口说话时，发现他已经上吊自杀，尸体明显腐烂，这让ミチ质疑自己最初和谁说话。ミチ和她的朋友检查了田口留下的碟盤，发现碟盤中有田口盯着自己电脑显示器的图像，而显示器中田口盯着显示器的图像无限重复。在他的另一台显示器上，他们发现一个幽灵般的脸正在看着田口的房间。
矢部接到一个电话，听到一个失真的声音说“救救我”。检查电话时，他看到与田口碟盤上的相同图像。他去田口的公寓，看到墙上有田口上吊留下的黑色污渍，以及一张写着“如何制作禁闭室”（あかずの間の作り方）的纸条。他注意到一扇被红色胶带封住的门，并进入其中，遇到了一只幽灵。矢部变得沮丧，告诉ミチ他在“禁闭室”中看到了可怕的东西。
ミチ接到一个类似矢部的电话。她去查看矢部，发现墙上有与田口公寓中相似的黑色污渍。当她意识到順子解封并进入了“禁闭室”时，感到恐慌。在室内，她目睹順子被幽灵逼到角落，并将其救出。順子因遭遇而变得紧张。她后来走向墙壁，变成一滩黑色污渍，随后在ミチ试图阻止时溶解并散开。担忧之下，ミチ去查看她住在东京外的母亲。
第二条情节线讲述了大学经济学学生川島亮介的故事，他最近注册了一个新的互联网服务供应商。他的电脑自动访问一个网站，显示独自一人在黑暗房间中表现异常行为的令人不安的图像。那天晚上，亮介醒来发现电脑再次打开，显示令人不安的图像，惊慌中拔掉了电源。第二天，他到大学的计算机实验室寻找答案，遇到了计算机科学研究生唐沢春江，她建议他将页面加为书签或截圖供她研究。亮介试图这样做，但发现电脑不听从指令。相反，视频播放了一个套着塑料袋的男人在房间中，墙上写满了“救救我”的字样。
唐沢的研究生伙伴向亮介解释了他的理论，认为死者的灵魂开始入侵物质世界。唐沢向亮介倾诉了她一生的孤独感，然后开始表现出奇怪的行为，暗示幽灵会试图将人类困在自己的孤独中，而不是杀死他们。亮介试图带她乘火车逃往远方。然而，火车停了下来，唐沢受到回家的欲望驱使，逃跑了。回到她的公寓后，她目睹电脑中那个套着塑料袋的男人自杀。唐沢按下“回车”键，看到屏幕上显示的是此刻的自己。她拥抱着看不见的身影，高兴地说自己“不再孤单”。当亮介赶到她的公寓时，她已经消失了。
随着人们大量消失，东京开始进行撤离，鬼魂全面入侵關東地方。亮介在故障车旁遇到ミチ，帮她修好车后，ミチ跟随亮介寻找唐沢。他们在一个废弃的工厂中找到了唐沢，她摘下头上的塑料袋后自杀，模仿了她在电脑上看到的男人。当亮介和ミチ的车没油时，亮介进入仓库寻找燃料，带着一个油罐。他找到一个装满汽油的容器，准备加油时不小心掉了盖子，盖子滚进了一扇“禁闭室”的开着的门。当他走进去取盖子时，门在他身后锁上了，他遇到了一个幽灵，幽灵声称它是“真实的”，并告诉他“死亡是永恒的孤独”。尽管他试图抵抗幽灵的影响，亮介还是失去了生存的意志，ミチ把他拖到安全地带，他们穿越荒废的东京，遇到了末日景象以及一架从天而降并爆炸的美国C-130大力神军用运输机。他们找到一艘小型摩托艇，驶入東京灣，被一艘离开东京的船救起，船上有一小群幸存者，他们告诉他们类似的事件正在全球发生。
影片开头的场景再次出现，ミチ和船长在下甲板上交谈。船前往拉丁美洲，船长鼓励ミチ，告诉她继续生活是正确的。她回到船舱，看到亮介坐在墙边闭着眼睛。他逐渐消失成一个影子，ミチ宣告自己找到了幸福，独自一人与世上最后的朋友在一起。